# Terrorismo na Índia
O terrorismo na Índia, segundo o Ministério do Interior, representa uma ameaça significativa para o povo indiano. Em comparação com outros países, a Índia enfrenta uma vasta gama de grupos terroristas. O terrorismo encontrado na Índia inclui o terrorismo islâmico, hindu, sikh, separatista,   de extrema-esquerda , além do narcoterrorismo  e vários outros.    A Índia é um dos países mais afectados pelo terrorismo.
Uma definição comum de terrorismo é o uso sistemático ou ameaçado de violência para intimidar uma população ou governo com objetivos políticos, religiosos ou ideológicos.
As regiões com atividades terroristas de longo prazo foram Jammu e Caxemira, centro-leste e centro-sul da Índia (Naxalita) e os Sete Estados Irmãos. Em agosto de 2008, o conselheiro de segurança nacional M. Narayanan disse que existem cerca de 800 células terroristas operando no país. Em 2013, 205 dos 608 distritos do país foram afetados por atividades terroristas. Os ataques terroristas causaram 231 mortes de civis em 2012 na Índia, em comparação com 11.098 mortes causadas pelo terror em todo o mundo, de acordo com o Departamento de Estado dos Estados Unidos; ou cerca de 2% das mortes por terrorismo global, enquanto representa 17,5% da população global.
Os relatórios de mídia alegaram e implicaram que o terrorismo na Índia fosse patrocinado pelo Paquistão, que sempre negou as alegações indianas e por sua vez contra atacou a Índia por alegado financiamento do terrorismo contra o Paquistão.
Em julho de 2016, o Governo da Índia divulgou dados sobre uma série de ataques terroristas na Índia, desde 2005, que causaram a morte de 707 pessoas e deixaram mais de 3.200 feridos.
Em meados de setembro de 2018, a polícia da Índia anunciou que prendeu um terrorista do grupo Hizbul Mujahideen na cidade de Kanpur, que queria atacar Ganesh Chaturthi.

## Grupos terroristas da Índia
O SATP (Portal de Terrorismo do Sul da Ásia) listou 180 grupos terroristas que operam na Índia nos últimos 20 anos, muitos deles co-listados como redes transnacionais de terrorismo operando nos países vizinhos do Sul da Ásia, como Bangladesh, Nepal e Paquistão. Destes, 38 estão na lista atual de organizações terroristas banidas pela Índia na sua primeira aplicação da Lei da UA (P), de 1967. A partir de 2012, muitos deles também foram listados e banidos pelos Estados Unidos e pela União Europeia.